# 赵登举
赵登举（1939年5月—2025年5月26日），男， 河北宁河人，中华人民共和国政治人物。曾任中华人民共和国最高人民检察院副检察长，第九、十届全国政协委员。
2025年5月26日因病在北京逝世。